# طه المشهداني
طه المشهداني، ممثل عراقي لعب دورًا في العديد من المسلسلات التلفازية العراقية.

## مسلسلات شارك بها
- مناوي باشا
- سنوات النار
- السركال
- فدعة